# Fontaine (Duchamp)
Pour les articles homonymes, voir Fontaine.
Fontaine (en anglais : Fountain) est un ready-made de Marcel Duchamp consistant en un urinoir en porcelaine renversé signé « R. Mutt » et daté 1917. L'œuvre apparaît dans le catalogue raisonné d'Arturo Schwarz sous le no 345. Fountain fut refusée lors de la première exposition de la Société des artistes indépendants de New York en 1917 avant de disparaître. Il n'en existe que des répliques, certifiées par Marcel Duchamp et réalisées dans les années 1950 et 1960.
Fontaine passe pour l'œuvre la plus controversée de l'art du XXe siècle et joue un rôle majeur dans le passage de l'art moderne à l'art contemporain. Plusieurs sources attribuent l'œuvre à Elsa von Freytag-Loringhoven plutôt qu'à Marcel Duchamp.

## Description
Fontaine est un ready-made, c'est-à-dire un « objet tout fait », autrement dit une idée que Marcel Duchamp a eue de « choisir » un urinoir industriel en vue d'une exposition d'art moderne au lieu de faire une sculpture de ses mains. L'objet original est un simple article de sanitaire acheté dans un magasin de la société J. L. Mott Iron Works, à New York. Marcel Duchamp a ajouté à l'aide de peinture noire l'inscription « R. Mutt 1917 ». L'objet est pivoté d'un quart de tour de façon que la face, usuellement verticale, soit posée à l'horizontale.
La réplique exposée au Musée d'art moderne du Centre Georges Pompidou, réalisée en 1964, est un urinoir en faïence blanche recouverte de glaçure céramique et de peinture. Ses dimensions sont 63 × 48 × 35 cm. Il comporte la signature « R. Mutt » et la date « 1917 » à la peinture noire ainsi qu'une plaque de cuivre, fixée sous l'urinoir, portant l'inscription : « Marcel Duchamp 1964 Ex. / Rrose / FONTAINE 1917 / Édition Galerie Schwarz, Milan ».

## Titre
Le titre Fontaine est venu de l'entourage de Marcel Duchamp et accepté par lui en vue de l'exposition par la Société des indépendants de New York.
Alfred Stieglitz expose ensuite l'urinoir dans sa galerie la même année sous le titre Madonna of the Bathroom (La Madone des toilettes) et prend une photographie de l'œuvre publiée dans The Blind Man no 2 (New York, mai 1917) : il existe trois autres photographies de cet objet (cf. ci-dessous).
D'après le Mercure de France (1918), l'envoi de R. Mutt aurait dû s'intituler : Le Bouddha de la salle de bain. En effet, constate le chroniqueur, « on n'a pas remarqué que le galbe des cuvettes ou fontaines du genre que celle que M. Richard Mutt voulait exposer aux Indépendants de New York affecte la forme d'un Bouddha accroupi ».

## Histoire
Marcel Duchamp est à cette époque membre directeur de la Société des artistes indépendants de New York (Society of Independent Artists, SIA) dont son ami Walter Arensberg est directeur administratif. Le principe de la société, fondée en décembre 1916, est que tout artiste peut en devenir membre en remplissant un simple formulaire. Il n'y a « ni jury, ni récompense », tout comme pour la Société des artistes indépendants de Paris fondée en 1884, laquelle avait, par ailleurs, en 1912, refusé le tableau de Duchamp Nu descendant un escalier (N°2).
Pour son premier salon, qui se tient à New York à partir du 9 avril 1917, la Société américaine autorise librement tout membre à exposer l'objet de son choix moyennant un droit s'élevant à six dollars : en principe, aucun artiste ne pouvait être refusé pour « raisons esthétiques ».
Dans ces conditions, Duchamp décide d'envoyer sous le pseudonyme de « R. Mutt » un urinoir en porcelaine comme sculpture destinée à l'exposition. L'auteur masqué passe alors pour un artiste parfaitement inconnu, originaire de Philadelphie, et personne ne reconnaît Duchamp derrière ce nom.
Or, « l'appareil sanitaire » envoyé par R. Mutt n'est pas exposé au prétexte que « sa place n’est pas dans une exposition d’art et que ce n’est pas une œuvre d’art, selon quelque définition que ce soit ». La décision est prise par William Glackens, le président de la SIA, au terme d'un vote à la majorité qui a réuni les membres du comité directeur, la veille du vernissage, contrairement au principe suivant lequel il n'y a pas de jury.
Les motifs plus précis invoqués pour refuser l'envoi de Richard Mutt auraient été :
1. L'objet est « immoral et vulgaire » ;
2. L'objet est un plagiat ou plutôt une « pièce commerciale ressortissant à l'art du plombier »[5].

Le peintre George Bellows pense qu'il s'agit d'une « blague », mais Walter Arensberg défend Richard Mutt du fait que « le droit d'admission a été payé », qu'« une forme séduisante a été révélée, libérée de sa valeur d'usage » et, ajoute-t-il, que « quelqu'un a accompli un geste esthétique ».
Au moment où Duchamp apprend que l'objet de Richard Mutt est refusé, il démissionne du comité directeur de la société — sans dévoiler toutefois son lien avec R. Mutt — et Arensberg fait de même. L'exposition se déroula normalement et avec succès, et personne, jusqu'à la clôture, ne vit l'urinoir, lequel était resté derrière une cloison du Grand Central Palace, où se tenait l'événement.
Dans la foulée, William Glackens propose que Richard Mutt expose ses arguments, qui légitimeraient la présence de l'urinoir. Cette confrontation n'aura pas lieu. Katherine Dreier s'excuse auprès de Duchamp d'avoir voté « non » à Fontaine : l'objet lui paraissait manquer d'originalité. La question pour elle est de savoir si R. Mutt était « sincère » ou si quelqu'un a agi par provocation en utilisant un nom de plaisantin pour faire un canular.

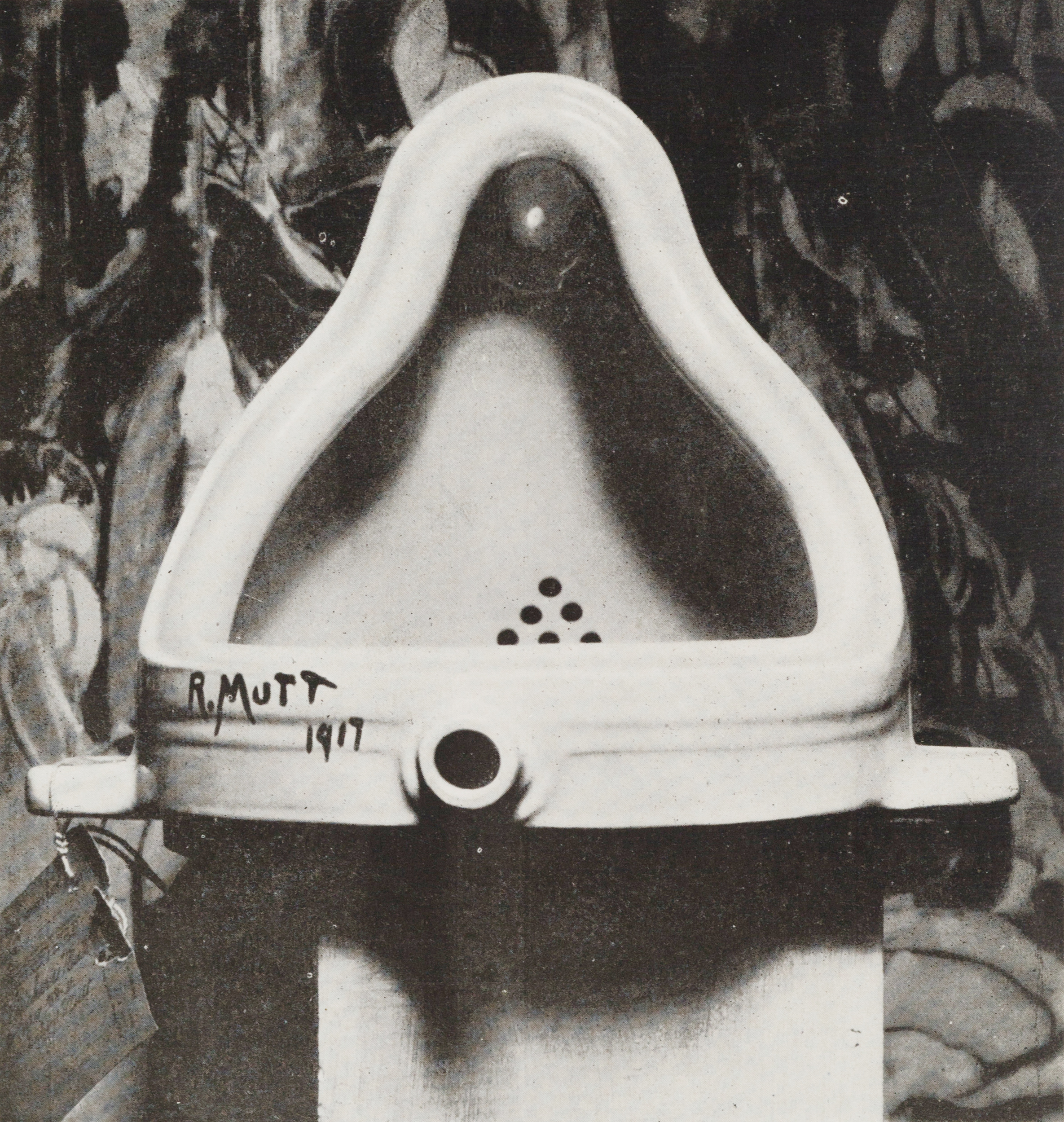
Alfred Stieglitz, photographie de la Fountain de Marcel Duchamp, 1917.

La presse new-yorkaise fait certes écho à l'affaire, mais la polémique s'enclenche seulement à la suite de la publication d'un article anonyme paru dans The Blind Man, une revue satirique fondée à l'occasion du salon par Duchamp, Henri-Pierre Roché et Beatrice Wood : The Richard Mutt Case. En défense de R. Mutt, il y est écrit : « Les seules œuvres d'art que l'Amérique ait données sont ses tuyauteries et ses ponts ». L'argument consiste à démontrer que l'important n'est pas que Mutt ait fabriqué cette sculpture avec ses mains ou non, mais qu'il ait choisi un objet de la vie quotidienne en lui retirant sa valeur d'usage avec un nouveau titre et un nouveau point de vue ; conséquemment, la création consiste en une nouvelle pensée de l'objet. Louise Norton signe un article intitulé « Le bouddha de la salle de bains ». À la question « Est-ce sérieux ou est-ce une blague ? », elle répond : « c'est peut-être les deux ».
À la demande de Duchamp et de ses amis, Alfred Stieglitz réalise pour The Blind Man une photographie de la Fontaine. Elle est prise devant un tableau de Marsden Hartley représentant des combattants (The Warriors, 1913) alors que les États-Unis viennent d'entrer en guerre au nom du combat pour la démocratie. Ce document photographique constitue à ce jour la seule trace de « l'objet d'exposition refusé par les Indépendants » lors de l'exposition de 1917. Duchamp renonce à organiser un salon des refusés, dont Fontaine serait l'unique élément.
Stieglitz expose un temps l'objet de Richard Mutt dans sa galerie new-yorkaise, 291, où la photographie a été prise. On ne sait pas ce que l'urinoir est devenu par la suite. Suivant les hypothèses, l'original de Fontaine aurait été acheté par Walter Arensberg, remisé, détruit, perdu, retrouvé ou volé.

## Richard Mutt
Les urinoirs sont tous signés R. Mutt. Marcel Duchamp a dit que le nom Mutt était une altération de Mott, le nom de la société J. L. Mott Iron Works qui lui a fourni son exemplaire. Il a voulu que Mutt fasse penser, pour ses contemporains, à la bande dessinée américaine alors très populaire Mutt and Jeff de Bud Fisher. Mutt est un personnage très petit et Jeff est un personnage très grand. Le prénom Richard s'oppose à l'idée de la pauvreté.
Duchamp a fait croire également que Mutt était le pseudonyme masculin d'une de ses amies. Le numéro de téléphone communiqué à la presse est effectivement celui de l'écrivaine Louise Norton, qui s'est impliquée dans l'affaire.
D'autres ont proposé diverses interprétations :
- Jack Burnham a dit que R. Mutt dériverait du mot allemand Armut qui signifie « pauvreté » mais Duchamp a rejeté cette hypothèse[17] ;
- Ulf Linde a dit que R. Mutt est une inversion de « Tu m... »[17] (titre d'une peinture de Duchamp de 1918) ;
- Rudolf Kuenzli a dit que R. Mutt signifie « Art bâtard », car R. = « art » en français, et mutt'' = « chien bâtard » en anglais[18],[17] ;
- on notera aussi qu'on peut décomposer « R. Mutt » en « R M u-t-t » qui donne « Ready-made eut été » ou « Ready-made eût été ». On peut aussi y voir « Mutt R », soit Mutter, la mère en allemand. Une autre interprétation veut qu'on comprenne « R. Mutt » comme « art mute » (en anglais) ; autrement dit, Duchamp, par cette signature, aurait signifié la mutation de l'art qu'il était en train d'opérer[17] ;
- dans l'ouvrage Le Secret de l'urinoir révélé au monde[19], Gaspard Delanoë et Julien de Casabianca mettent en évidence que la signature Richard Mutt (R. pour Richard comme l'affirma Marcel Duchamp dans l'édition de mai 1917 de The Blind Man) est un jeu de mots : Chah mat (échec et mat) se prononce "Sharmatt" / "Richard Mʌtt" (avec le son /ʌ/ en anglais, comme toute voyelle suivie de consonnes multiples). Ils s'appuient pour cela sur le fait que Marcel Duchamp était un joueur d'échecs de haut niveau, membre de l'équipe de France, que nombre de ses œuvres majeures portent un titre lié aux échecs (Étant donné, Le Roi et la Reine entourés de nus vites, La Partie d'échecs, Portraits des joueurs d'échecs, etc.), que le titre Fountain pourrait se rapporter aux fontaines des parcs de New York où Duchamp vivait en 1917, qui étaient et sont encore d'incontournables lieux de rencontres des joueurs d'échecs, et à l'inclinaison à 90° de l'œuvre comme le roi que le perdant couche sur l'échiquier pour reconnaître sa défaite[17]. Des extraits de ce texte ont d'abord été publiés par le MacVal lors du colloque Posture(s)/Imposture(s) (juin 2018), puis ont fait l'objet d'une mini-série de Arte en 2014, LEcho dans l'urinoir. Bernard Marcadé, biographe de référence de Marcel Duchamp, signe une préface titrée « L'affaire est pliée ». Cette interprétation fait dorénavant référence.

## Ready-made
Fontaine est un ready-made, c'est-à-dire un « objet tout fait ». Ce n'est pas le premier ready-made de Marcel Duchamp, mais c'est le premier qui est destiné à une exposition d'art moderne et qui s'est trouvé médiatisé. Les précédents sont restés dans l'atelier de l'artiste. Ils n'ont même pas été montrés dans le salon de Walter Arensberg. Les deux ready-mades qui auraient été exposés précédemment (à la Galerie Bourgeois, en 1916) sont au mieux restés inaperçus. L'un d'eux était simplement caché dans le porte-parapluies et constitue une exception. Le concept de ready-made n'était pas encore connu ni du public ni des membres de la Société des artistes indépendants en 1917.

## Répliques
L'urinoir original ayant disparu, il reste aujourd'hui des répliques. Elles ont été faites à l'initiative de marchands d'art ou de commissaires d'exposition du vivant de Marcel Duchamp et avec son accord. Elles sont toutes des reproductions non de l'original, mais de la photographie d'Alfred Stieglitz. Elles sont officiellement exposées dans des galeries comme étant des œuvres de Marcel Duchamp mais sont néanmoins signées et datées « R. Mutt 1917 » comme l'original.

### Photographies
À ce jour, l'original de 1917 apparaît dans quatre photographies, prises sans doute en avril de cette même année. Dans la mesure où elles ont servi, en partie, de modèles pour les répliques postérieures, il est utile d'en donner les détails suivants :
1. Photographie par Alfred Stieglitz, dans sa galerie de New York, mi-avril 1917. Stieglitz informe le critique Henry Mc Bride, dans une lettre en date du 19 avril 1917, que Fountain est chez lui et qu’il l’a photographiée[21]. Fountain y est posée sur un socle blanc devant le tableau de Marsden Hartley The Warriors (aujourd’hui à Minneapolis, Regis Collection, et exposé dans la Galerie 291 du 22 janvier au 7 février cette année-là) dont un détail occupe le fond de la photographie. Stieglitz est sans aucun doute à l’origine de cette présentation. À gauche du cliché, on discerne, accrochée à l’objet par une ficelle, une étiquette (sans doute celle que les réceptionnaires des Independent accrochaient aux œuvres dès qu’elles arrivaient avant installation). On y lit nettement deux mentions manuscrites « Richard Mutt » et l’adresse « 110 West 88th Street », celle de Louise Norton, proche amie et maîtresse occasionnelle de Duchamp à cette époque. Cette adresse semble prouver que Louise Norton était l’amie (dont parle Duchamp dans sa lettre à sa sœur Suzanne[22]) qui envoya l’urinoir aux Independent. Cette photographie fut publiée pour la première fois dans The Blind Man, New York, no 2, May 1917, p. 4, revue dirigée par Henri-Pierre Roché, Beatrice Wood et Duchamp. Ce numéro 2 fut imprimé le 4 mai 1917 et diffusé dès le lendemain[23]. Cette reproduction y est suivie d’un éditorial lapidaire non signé intitulé « The Richard Mutt Case » (« L'affaire Richard Mutt », que les commentateurs attribuent à Duchamp lui-même, au moins en partie) et d’un long texte de Louise Norton intitulé « The Buddha of the Bathroom ». Ces deux textes sont abondamment cités et commentés dans toute la littérature consacrée à Fountain, aux readymades et à l’œuvre de Duchamp en général :
2. Une version recadrée de cette photographie a été retrouvée en 1951 par Martha Chahroudi dans les Archives Arensberg conservées au Philadelphia Museum of Art depuis 1950. On ignore qui a procédé à ce recadrage ; Camfield suppose qu’il s’agit de Duchamp[24]. Ce tirage est d’époque, il mesure 10,8 × 17,8 cm.

L’urinoir, suspendu par une corde à un linteau, apparaît sur deux autres photographies prises en mars ou avril 1917 (par un photographe inconnu, peut-être Henri-Pierre Roché qui fit d'autres prises de vue chez son ami à cette époque) dans l’atelier new-yorkais de Duchamp, 33 West 67th Street.
1. La première de ces photos est cadrée serré. On y aperçoit deux autres readymades suspendus : le bas de la pelle à neige (In advance of the broken arm) à gauche et Porte-chapeau au centre. Cette photographie est reproduite en haut à droite d’une des planches de La Boîte-en-valise. Il n’en subsiste aucun tirage antérieur ;
2. La deuxième, sans doute contemporaine de la précédente, montre une vue plus large de l’atelier appartement de Duchamp. Les mêmes readymades y sont visibles. Exposée pour la première fois, grâce au prêt d’Alexina Duchamp, veuve de l’artiste, au Philadelphia Museum of Art en 1987 dans l’exposition qui célébrait le centenaire de Duchamp. Le tirage existant mesure 6,2 × 3,8 cm. Appartient à la Succession Marcel Duchamp, France.

Selon Camfield, aucun négatif ne subsiste de ces quatre photographies (pas même de celle de Stieglitz).

### Répliques miniatures pourla Boîte-en-valise
De 1936 à 1941 à Paris, Duchamp travailla à la conception puis à l’assemblage de la première série de La Boîte-en-valise, dont les exemplaires contiennent une réplique miniature de Fountain en céramique blanche (5 × 5,7 × 7,5 cm).
1. Maquette (Schwarz no 462). Au printemps 1938, à Paris, Duchamp réalisa pour un céramiste un modèle de Fountain en papier mâché verni sur armature métallique, mesurant 4,5 × 6 × 8 cm. Cette maquette est signée et datée à l’encre au-dessous : « Marcel Duchamp / 1938 »[25]. Henri-Pierre Roché l’acquit la même année pour 100 $ (7 500 FF). Au début de 1947, Duchamp (alors à New York) la lui racheta pour sa maîtresse Maria Martins qui l’acquit au prix de 300 $. Localisation actuelle de cette maquette : Tokyo, galerie Tokoro. Anciennes collections Henri-Pierre Roché, Paris ; Maria Martins, Rio de Janeiro ; Nora Martins Lobo, São Paulo ;
2. Miniatures (Schwarz no 462a). À partir de cette maquette, le céramiste fabriqua des exemplaires à partir de septembre 1938. Un second céramiste en fabriqua d’autres entre 1939 et 1940 (série B). Tous ces exemplaires furent utilisés pour la Boîte-en-valise. En 1958, à New York, Duchamp fit fabriquer d’autres répliques miniatures pour la réédition de la Boîte supervisée par Iliazd à Paris (série C). D’autres répliques furent enfin faites pour les séries D, Paris, 1961 ; E, Paris, 1963 ; F, Paris, 1966 et G, Milan-Paris, 1968. Les répliques des séries B, C, D, E, F, G ont des tailles très légèrement différentes[26].

### Répliques antérieures à l’édition Schwarz
- Réplique 1950, New York (dite « Deuxième version », Schwarz no 345a).

Readymade : urinoir et peinture blanche, 30,4 × 38,2 × 45,9 cm.
Localisation actuelle : Philadelphie, Philadelphia Art Museum. Gift (by exchange) of Mrs. Herbert Cameron Morris, 1998.
D’abord exposée à la galerie Sidney Janis, New York, exposition « Challenge and Defy », 25 septembre - 21 octobre 1950. Puis, même lieu, exposition « Dada, 1916-1923 », 15 avril - 9 mai 1953.
C’est Sidney Janis qui fut à l’initiative de cette réplique pour figurer dans son exposition de 1950. Lors d’un séjour à Paris, il acheta un urinoir à un marché aux puces de Paris. Duchamp approuva ce choix, comme il accepta d’exposer et de signer cet urinoir.
Dans l’exposition de 1950, cette réplique fut exposée accrochée à un mur dans sa position fonctionnelle et très bas, afin, dit Duchamp, que des enfants puissent l’utiliser. Dans l’exposition de 1953, cette même réplique fut fixée au linteau séparant deux salles de la galerie. Duchamp y suspendit une branche de gui. Dans la première salle, à gauche, sous une vitrine, figurait également une des répliques miniatures pour La Boîte-en-valise.
C’est également cette réplique de Sidney Janis qui fut exposée au Pasadena Art Museum (aujourd’hui Norton Simon Museum) dans l’exposition rétrospective « By or of Marcel Duchamp or Rrose Sélavy », 8 octobre - 3 novembre 1963.
- Réplique 1953, Paris (Schwarz no 345b).

Technique et dimensions inconnues.
Localisation actuelle : inconnue. Vraisemblablement perdue.
L’existence même de cette réplique est incertaine. Elle est néanmoins référencée par Arturo Schwarz, comme « choisie pour une vente au bénéfice d’un ami de Duchamp ».
Aucune trace ni photographie n’en subsiste.
- Réplique 1963, Stockholm (dite « Troisième version », Schwarz no 345c).

Readymade : urinoir et peinture noire, 33 × 42 × 52 cm.
Localisation actuelle : Stockholm, Moderna Museet (donné au musée, selon le vœu de Duchamp, en 1965).
Réplique réalisée à Stockholm par Ulf Linde avec l’autorisation de Duchamp pour l’exposition à la Galerie Burén, Stockholm, 1963. Il s’agit d’un urinoir choisi par Linde dans les toilettes pour hommes d’un restaurant de Stockholm, acheté, démonté et minutieusement récuré avant d’être exposé. Par courrier, Duchamp approuva le choix de Linde. En l’absence de l’artiste, cette réplique fut d’abord signée (R. MUTT) et datée (1917) par Linde au moyen de lettres et de chiffres adhésifs noirs, en bas à gauche. Quand Duchamp vit pour la première fois cette réplique lors de son exposition à Milan à la Galerie Schwarz en 1964, il retira les adhésifs avant de signer et dater « R. Mutt 1917 » de sa main à la peinture émail noire.

### Édition Schwarz
Dite « Quatrième version », Schwarz no 345d). Faïence blanche recouverte de glaçure céramique et de peinture noire, 63 × 48 × 35 cm. Tandis que les répliques antérieures étaient de véritables urinoirs, ceux de la série éditée par Schwarz furent fabriqués à la main par un procédé de moulage comme dans la sculpture traditionnelle, ce qui constitue une inversion du processus propre au ready-made.

Fountain fait partie des treize readymades édités par la galerie Arturo Schwarz à Milan dans le courant de 1964. Ces répliques comportent une plaque de cuivre. Y sont gravés en majuscules le titre et l’année de réalisation de l’original et, en dessous, la mention « EDITION GALERIE SCHWARZ, MILAN » en caractères plus petits. Pour Fountain, Duchamp a inscrit le titre en français : « FONTAINE ». Au-dessus, manuscrits de la main de Duchamp, sa signature, la date « 1964 » et le n° d’exemplaire. Cette plaque de cuivre figure soit sous l’objet (c’est le cas de Fountain), soit sur le coffret qui l’accompagne. À l’exception des miniatures, cette version Schwarz de Fountain est la seule de toutes les versions existantes ou disparues qui ne soit pas un readymade au sens propre du terme (ce n’est pas un urinoir réel). Elle a été fabriquée pendant l’été 1964 par un céramiste italien inconnu d’après la photographie de Stieglitz. Elle comporte plusieurs différences par rapport à l’original, notamment l’ajout de quatre perforations en ligne verticale, sur la face intérieure en haut, qui n’apparaissent sur aucune des versions antérieures.
Trois bleus (« Blueprints ») furent nécessaires pour la fabrication (coupe, plan et élévation). Portant la mention manuscrite à l’encre « OK Marcel Duchamp », ils sont datés du 7 juillet 1964. Localisation actuelle des trois bleus : Kyoto, BIGI Art Space.
Il existe par ailleurs une maquette à taille réelle en terre cuite, qui est conservée au Philadelphia Art Museum.
Il existe 17 exemplaires de Fountain connus de cette édition produite par Arturo Schwarz en 1964.
L’édition proprement dite comprend 12 exemplaires, ainsi répartis :
- 8 exemplaires de l’édition régulière : 1/8 à 8/8 ;
- 2 épreuves d’artiste, inscrites : « Rrose » (pour « Rrose Sélavy », destinée à Duchamp) et « Arturo » (destinée à Schwarz) ;
- 2 exemplaires pour exposition : I/II et II/II ;

NB - Seuls les exemplaires 1/8 à 8/8 et les exemplaires « Rrose » et « Arturo » comportent la plaque de cuivre décrite plus haut et la signature de l’artiste.
A) Localisation actuelle des huit exemplaires datés, signés, numérotés :
- 1/8 San Francisco, San Francisco Museum of Modern Art (achat grâce à un don de Phyllis Wattis, 1998) ;
- 2/8 Londres, Tate Modern (Purchased with assistance from the Friends of the Tate Gallery, 1999) ;
- 3/8 Ottawa, National Art Gallery of Canada / Musée des Beaux-arts du Canada (achat, 1971) ;
- 4/8 Bel Air, CA, Collection privée (acquis auprès de Gagosian Gallery, New York, 2002) ;
- 5/8 Athènes, Dimitri Daskalopoulos Collection[37] ;
- 6/8 Kyoto, The National Museum of Modern Art (achat en 1987 auprès d’Arturo Schwarz) ;
- 7/8 Paris, Musée Maillol, Fondation Dina Vierny (date et modalités d’acquisition inconnues) ;
- 8/8 Bloomington, Indiana University Art Museum (Partial gift to the IUAM, 1971).

B) Localisation actuelle des deux épreuves d’artiste (« Rrose » et « Arturo ») :
- exemplaire « Rrose » (Marcel Duchamp) : Musée national d'art moderne, Centre Georges-Pompidou, Paris (achat, 1986) ;
- exemplaire « Arturo » (Arturo Schwarz) : New York, Collection Mugrabi (vente Phillips, de Pury & Cie, New York, 13 mai 2002).

C) Localisation actuelle des deux exemplaires d’exposition : I/II et II/II :
- I/II Jerusalem, The Israel Museum (don d’Arturo Schwarz à l’occasion de la Rétrospective Duchamp en 1972) ;
- II/II Rome, Galleria nazionale d’arte moderna e contemporanea (Don d’Arturo Schwarz, 1997).

Cinq autres exemplaires ont été produits hors édition :
- 1 « prototype » ;
- 4 exemplaires qualifiés d’« imparfaits » par Arturo Schwarz[38].

D) Le « prototype ». Localisation actuelle du prototype : Athènes, The Dakis Joannou Collection. Ancienne collection Andy Warhol (vendu par Ronald Feldman Gallery, New York, à Andy Warhol en janvier 1973).
E) Au moins quatre autres exemplaires sont connus : Schwarz semble avoir donné comme cadeau à des amis italiens trois exemplaires qui, selon lui, avaient été écartés de l’édition en raison d’« imperfections ». Ils ne sont ni signés ni numérotés, dès lors théoriquement sans valeur commerciale et surtout ne peuvent être considérés comme des œuvres de Marcel Duchamp. Pourtant, un de ces exemplaires, appartenant à la collectionneuse italienne Luisella Zignone, a figuré dans au moins deux expositions :
- « Marcel Duchamp: una collezione italiana », Mostra a cura di Sergio Casoli, Gênes, Museo d’arte contemporanea di Villa Croce, 10 mai - 16 juillet 2006[40] ;
- « Marcel Duchamp: una obra que no es una obra “de arte” », Buenos Aires, Fundación Proa, 22 novembre 2008 - 1er février 2009[41].

Localisation actuelle de ces trois exemplaires : Gio di Maggio, Milan. Luisella Zignone, Biella. Sergio Casoli, Milan (information non confirmée, l’intéressé se refusant à tout commentaire).
La réplique exposée au Centre national d'art et de culture Georges-Pompidou à Paris est l'exemplaire d'artiste de l'édition d'Arturo Schwarz. Cette réplique a été vandalisée par Pierre Pinoncelli (voir plus bas : Tribunaux).

## Postérité

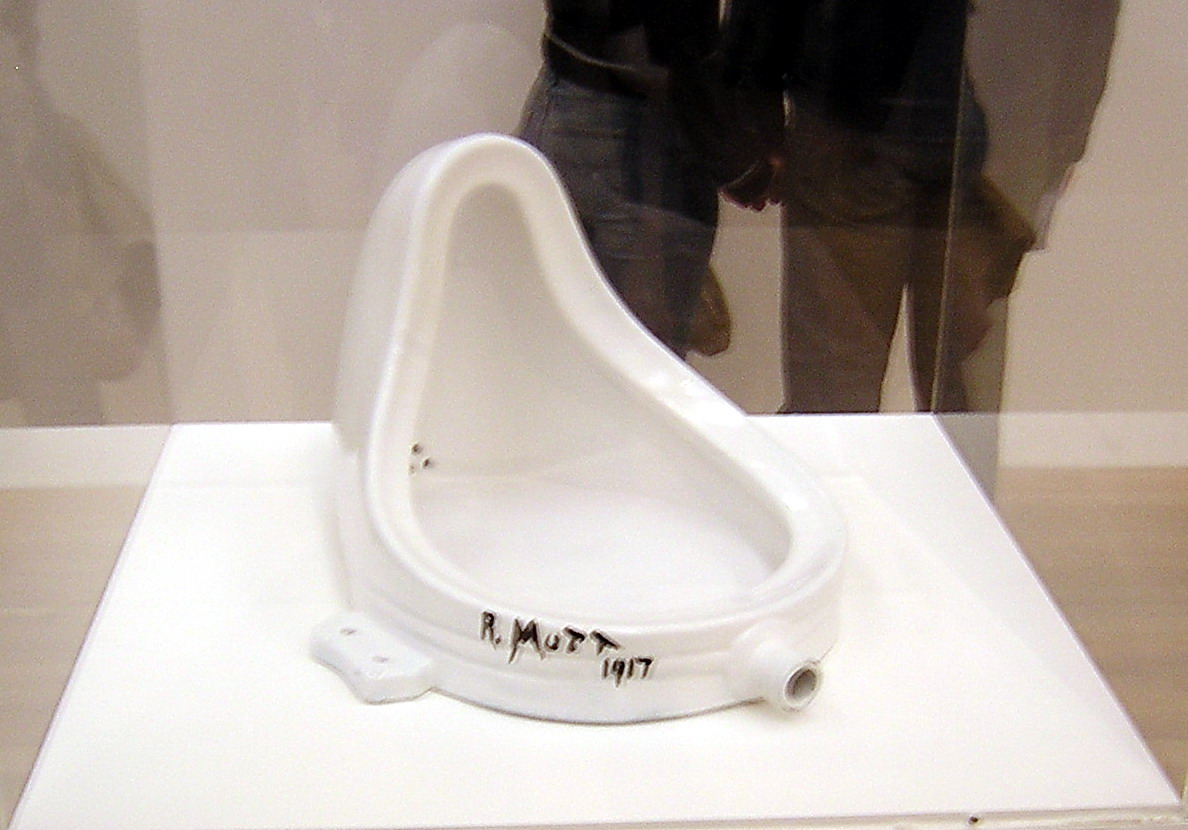
Fontaine, Marcel Duchamp. Tate Modern, Londres.
Réplique de 1964 certifiée par l'artiste et réalisée par le marchand d'art Arturo Schwarz, d'après une photographie de Alfred Stieglitz. Porcelaine,.

Les répliques de Fontaine ayant été officiellement attribuées à l'auteur du Nu descendant un escalier, l'objet refusé par la Société des artistes indépendants en 1917 entame une nouvelle carrière après 1945. À la faveur d'un retournement historique, il trouve une pleine reconnaissance dans le monde de l'art et passe bientôt pour le nouveau paradigme de l'œuvre d'art.
Duchamp, en mettant fin à l'hégémonie du visuel dans l'histoire de l'art, ouvre, à travers son urinoir, une nouvelle ère artistique, où l'art contemporain plonge ses racines : l'art conceptuel notamment reconnaît dès son émergence dans les années 1960 la parenté de Marcel Duchamp. Amateur de jeux de mots, Duchamp valorise l'idée au détriment de la technique, reléguant l'expression « aussi bête qu'un artiste » aux annales de l'histoire : la conception d'une œuvre devient l'objet d'un processus intellectuel plutôt que d'un savoir-faire et d'une finalité formelle.
Le pop art réactivera dans les années 1960 le concept de ready-made, devenu un médium courant par la suite, poursuivant le processus de désincarnation visuelle de l'objet d'art entamé par Duchamp. Les leitmotiv du détournement, du transfert, faisant écho à l'essor de la psychanalyse au début du XXe siècle, sont constitutifs de l'esprit frondeur du mouvement dada, refusant la linéarité sémantique plate des objets qui nous entourent[réf. nécessaire].
En décembre 2004, la Fontaine de Duchamp a été élue comme le modèle le plus influent du XXe siècle par cinq cents personnalités parmi les plus influentes du milieu britannique de l'art[réf. nécessaire].
The Fountain Archives est un projet progressif mené par l'artiste conceptuel français Saâdane Afif à partir de 2008, et comprenant une série continue de pages encadrées qui contiennent une ou plusieurs reproductions de la Fontaine de Marcel Duchamp.

## Esthétique
Pour l'historien de l'art Thierry de Duve, Fontaine est en tant que ready-made exemplaire le paradigme de l'œuvre d'art. Le cas Richard Mutt permet de comprendre comment l'énoncé « ceci est de l'art » peut s'appliquer à n'importe quel objet dès lors que sont remplies ces quatre conditions :
- un objet de référence dont l'existence en tant que telle n'a pas d'importance. En l'occurrence, l'objet (l'urinoir original) a disparu et il n'est attesté que sous la forme d'une photographie. Le ready-made n'est connu que par sa reproduction ;
- un énonciateur (R. Mutt ou Marcel Duchamp) qui choisit, nomme et signe l'objet. Il ne fait rien de ses mains, mais il choisit et produit l'énoncé « ceci est de l'art ». (L'existence de cet énonciateur n'a pas d'importance, puisque R. Mutt est un artiste fictif) ;
- un regardeur qui répète l'énoncé pour son compte, comme Alfred Stieglitz, par exemple, lorsqu'il réalise sa photographie ;
- une institution (la Société des artistes indépendants) quand bien même l'action de cette institution consiste à refuser de valider l'objet (cet acte valorise l'objet de R. Mutt qui est le seul à être refusé dans le salon des refusés).

Le fait de soumettre Fountain à la Société des artistes indépendants est une ruse de Marcel Duchamp (ou de Louise Norton, selon l'analyse de Michaël La Chance) pour mettre dans l'embarras les membres de cette institution. Ou bien les membres obéissent à leurs principes démocratiques et ils se ridiculisent auprès du public et de la presse. Ou bien ils refusent l'envoi de R. Mutt et se constituent comme un jury au sens traditionnel et il n'y a plus alors d'artistes indépendants.

## Marché de l'art
Le 17 novembre 1999, l'un des urinoirs (une réplique de Schwarz) a été vendu aux enchères par Sotheby's pour la somme de 1 762 500 dollars à Dimitri Daskalopoulos originaire d'Athènes. L'homme d'affaires déclare que, pour lui, « cela représente les origines de l'art contemporain ».

## Tribunaux
En janvier 2007, la cour d'appel de Paris condamne Pierre Pinoncelli, qui avait légèrement dégradé la Fontaine à coups de marteau, à trois mois de prison avec sursis, deux ans de mise à l’épreuve et 14 352 € au musée pour remboursement des frais de réparation. Le musée national d'art moderne avait réclamé 2,8 millions d'euros de dommages et intérêts mais les juges n'ont pas statué sur le caractère artistique de l'œuvre, et considéré que seul l'État pouvait se constituer partie civile en l'affaire[réf. nécessaire].

## Controverses sur l'œuvre originale ainsi que son auteur

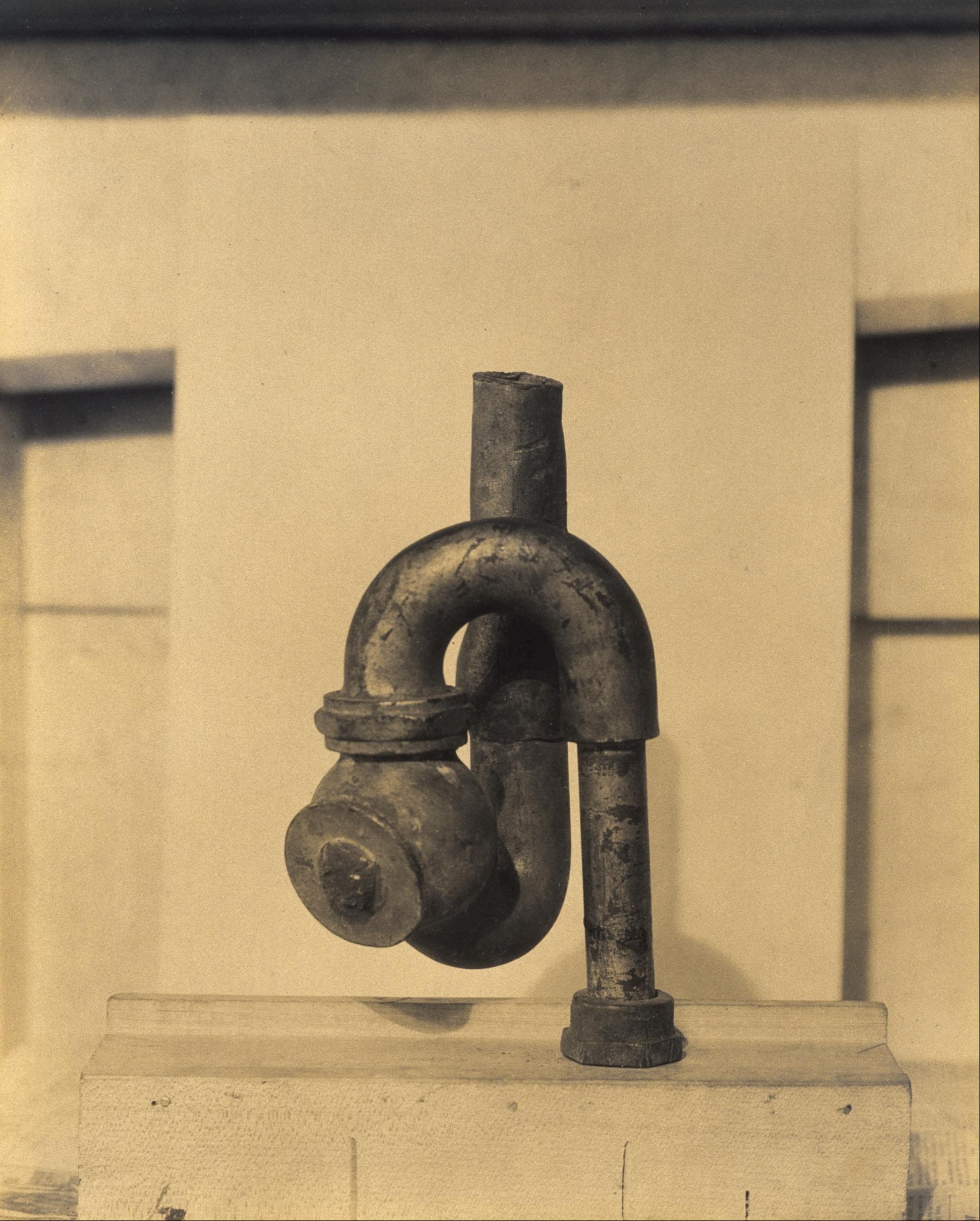
God, œuvre d'Elsa von Freytag-Loringhoven et de Morton Schamberg.

Le 11 avril 1917, Duchamp écrit une lettre à sa sœur affirmant que l'auteur est une femme de ses amies,,

« Raconte ce détail à la famille : les indépendants sont ouverts ici avec gros succès. Une de mes amies sous un pseudonyme masculin, Richard Mutt, avait envoyé une pissotière en porcelaine comme sculpture. Ce n’était pas du tout indécent, aucune raison pour la refuser. Le comité a décidé de refuser d’exposer cette chose. J’ai donné ma démission et c’est un potin qui aura sa valeur dans New York. J’avais envie de faire une exposition spéciale des refusés aux Indépendants. Mais ce serait un pléonasme ! Et la pissotière aurait été « lonely ». à bientôt affect. Marcel »

L'étude la plus détaillée de Fontaine est écrite par William Camfeld, qui connaissait la lettre, mais a prétendu que Duchamp a voulu tromper sa sœur pour couvrir sa propre responsabilité au milieu de la controverse. Francis Neuman, qui a découvert la lettre, a crédité Louise Norton, une écrivain et traductrice qui était proche de Duchamp, et plusieurs sources créditent Elsa von Freytag-Loringhoven, de l'oeuvre,,. Cette baronne allemande dadaïste aurait envoyé sa sculpture après avoir appris la déclaration de guerre des Etats-Unis à son pays natal. De plus, Fontaine a quelques ressemblances conceptuelles avec une autre oeuvre de la même époque d'Elsa von Freytag-Loringhoven et Morton Schamberg, God (en).
Selon Julian Spalding et Glyn Thompson, le fait même que Duchamp parle de sculpture est révélateur en soi, car depuis 1913, Duchamp avait cessé de produire de l'art sous l'impulsion du travail de Raymond Roussel, mais produisait déjà des « readymade », destinés à être lus, et non pas vus. Il aurait donc été difficile pour Duchamp de parler de sculpture,,
L'historien d'art Bradley Bailey réfute cette théorie, ainsi que l'historienne d'art Dawn Ades.
L'autre controverse tient au modèle d'urinoir original. Était-il bien celui que Duchamp prétend ? Les études qui en ont été faites démontrent qu'il ne pouvait probablement pas venir de chez J. L. Mott Iron Works. Un urinoir semblable a été trouvé chez A.Y. Macdonald Company, d'autres parlent de la Trenton Potteries Company. Il est possible que Duchamp ait décidé de surclasser l'objet en l'associant à une marque de luxe.
Dans le catalogue d'exposition du Museum of Modern Art de 1990 : High and Low: Modern Art and Popular Culture, Kirk Varnedoe et Adam Gopnik écrivaient :
« L'un des plus beaux tortillements pervers de l'histoire est que, bien que la fontaine de Duchamp existe dans de nombreuses répliques, un exemple survivant du type original d'urinoir s'est avéré impossible à localiser. S'il devait exister, c'est maintenant un élément d'une rareté exquise. »